# Orteza dla zwierząt
Orteza dla zwierząt – aparat ortopedyczny analogiczny do ortezy dla ludzi. Ma na celu wspieranie lub korekcję deformacji układu mięśniowo-szkieletowego lub nieprawidłowości ciała chorego zwierzęcia. Zwykle w ortezy zaopatrywane są zwierzęta mające urazy kończyn dolnych, między innymi takich jak złamanie, zerwanie łąkotki, zerwanie więzadła krzyżowego, zerwanie ścięgna Achillesa, zapalenie stawów lub dysplazję stawów. Stan każdego ze zwierząt z urazem jest inny i powinien być objęty leczeniem weterynaryjnym.
Ortezy zwiększają stabilność w niestabilnym stawie, zmniejszają ból, powodują spowolnienie pogłębiania deformacji w stawie. Orteza może zapobiegać, kontrolować, wspomagać ruch w chorym stawie. Aparaty ortopedyczne można projektować do krótkotrwałego stosowania lub do długotrwałego stosowania zapewniając dobrą jakość życia zwierzęciu.